# ロドルフォ・アマラル・フルタード・カルドーゾ
ロドルフォ・アマラル・フルタード・カルドーゾ（Rodolfo Amaral Furtado Cardoso 、1997年10月13日 - ）は、ポルトガル・リベイラ・グランデ出身のプロサッカー選手。CDサンタ・クララ所属。ポジションは、ゴールキーパー。

## 来歴
2018年5月12日、リーガプロのアカデミコ・ヴィゼウ戦でプロデビューを果たした。